# Stade National de la Côte d’Ivoire
Das Stade National de la Côte d’Ivoire (deutsch Nationalstadion der Elfenbeinküste, offiziell: Stade Olympique Alassane Ouattara) ist ein Fußballstadion mit Leichtathletikanlage zwischen den Vororten Ebimpé und Anyama des ivorischen Regierungssitzes Abidjan. Das Stadion liegt rund 20 Kilometer nordwestlich des Stadtzentrums. Die offizielle Bezeichnung beinhaltet den Namen des seit 2010 amtierenden Staatspräsidenten Alassane Ouattara. Es ist der Hauptspielort der ivorischen Fußballnationalmannschaft. Es können neben Leichtathletikveranstaltungen auch Rugbyspiele ausgetragen werden. Das Nationalstadion ist auch als Stade Olympique d’Ebimpé bekannt. Die Spielstätte trägt schon seit dem Entwurf den Spitznamen Arc de Triomphe. Dieser leitet sich von den 96 Säulen ab, die eine dynamische Arkade als Fassade und Dachträger ergibt. Sie ist mit bunten Glasscheiben verziert.

## Geschichte
Das Stadion ist Mittelpunkt einer 287 Hektar großen Sportstadt, die in Zukunft in einer Kooperation mit chinesischen Unternehmen um das Stadion entstehen soll. Dazu gehören u. a. ein Olympisches Dorf, eine Sportuniversität, ein Einkaufsviertel, eine Klinik, ein Vier-Sterne-Hotel und ein Neun-Loch-Golfplatz sowie eine Mehrzweckhalle mit 10.000 Plätzen. Der Stadionentwurf stammt vom Beijing Institute of Architectural Design (BIAD). Die Bauarbeiten führte die Beijing Construction Engineering Group (BCEG) aus. Die Kosten für das Nationalstadion lagen bei der Eröffnung bei 143 Mrd. XOF (rund 218 Mio. €), die der ivorische Staat in einer öffentlich-privaten Partnerschaft finanzierte. Der chinesische Staat trug davon, über die China Exim-Bank, 67 Mrd. XOF (ca. 102 Mio. €).
Der Stadionbau hat eine Fläche von 61.250 m² mit Einrichtungen auf fünf Ebenen, besonders auf der Haupttribüne. Der Unterrang bietet 24 Sitzreihen. Der Mittelrang verfügt über 13 Reihen. Der Oberrang besteht aus 28 Sitzreihen. Der Unterrang und der Mittelrang sind umlaufend. Der Oberrang ist in die Haupt- und Gegentribüne sowie die Kurven in vier Abschnitte unterteilt. Das mit einer weißen Membran bespannte Dach ist umlaufend, aber nur der Oberrang und ein Teil des Mittelrangs werden davon bedeckt. Der Bau hat eine Länge von 290 m und eine Breite von 270 m. Die Höhe beträgt 51,4 m. Auf den drei Rängen finden 60.012 Zuschauer Platz. Es ist eines der größten Stadien in Westafrika und fast doppelt so groß wie das bisherige Nationalstadion, das 1952 eingeweihte Stade Félix Houphouët-Boigny mit 35.000 Plätzen. 
Am 22. Dezember 2016 wurde der Bau im Beisein des damaligen Premierministers Daniel Kablan Duncan offiziell begonnen. Das Stadion sollte bis Oktober 2019 fertiggestellt sein. Das rechteckige Stadiongrundstück hat eine Fläche von 20 Hektar. Da dieses Gelände sehr uneben war, mussten 500.000 t Erdreich zur Nivellierung bewegt werden. In der Anfangsphase hatte man mit starken Regenfällen und Überschwemmungen zu kämpfen. Während der Errichtung waren in Spitzenzeiten bis zu 1500 Arbeiter, davon 400 aus China, auf der Baustelle tätig. Der geplante Fertigstellungstermin im Oktober 2019 konnte nicht gehalten werden. Im späten Frühjahr 2020 wurden die Arbeiten abgeschlossen. Die Gründe für die Verzögerung waren u. a. das schlechte Wetter und zahlreiche Malariafälle unter den chinesischen Mitarbeitern, die von der COVID-19-Pandemie später im Projekt übertroffen wurde. Aufgrund dieser Verzögerungen konnte das Stadion erst am 3. Oktober 2020 von Namensgeber Alassane Ouattara mit einer Begegnung der beiden in Abidjan ansässigen Fußballvereine ASEC Mimosas und Africa Sports National (2:0) eingeweiht werden. Des Weiteren gab es Tanz- und Theateraufführungen sowie ein großes Feuerwerk vor rund 50.000 Besuchern. Das Stade Olympique Alassane Ouattara ist als eines der Stadien des Afrika-Cups 2024, u. a. als Schauplatz der Eröffnung und des Endspiels, vorgesehen.